# Aidan Chambers
Aidan Chambers, född 27 december 1934 i Chester-le-Street i County Durham, död 11 maj 2025,
var en brittisk författare av barn- och ungdomsromaner. 
Chambers var föräldrarnas enda barn. Efter två år vid flottan under sin värnplikt studerade Chambers till lärare och undervisade därefter i engelska och dramatik i tre år vid Westcliff High School i Southend-on-Sea. 1960 blev han munk i ett anglikanskt kloster i Stroud, Gloucestershire. Senare använde han sina erfarenheter av att vara munk i romanen Now I Know. 
Hans första pjäser, inklusive Johnny Salter (1966) och The Chicken Run (1968), publicerades medan han var lärare i Stroud.
Chambers lämnade klostret 1967 och blev författare på heltid. Han och hans fru, Nancy, grundade Thimble Press och tidskriften Signal för att gynna barn- och ungdomslitteratur. De har belönats med the Eleanor Farjeon Award 1982. Mellan åren 2003 och 2006 var Chambers ordförande för School Library Association.

### Ungdomsböcker
- Breaktime (1978)
  - Spelöppning (översättning Ingvar Skogsberg, AWE/Geber, 1981)
- Dance on my Grave (1982)
  - Dansa på min grav (översättning Ingvar Skogsberg, AWE/Geber, 1983)
  - Dansa på min grav (översättning Katarina Kuick, Rabén & Sjögren, 2002)
- Now I Know (1987)
  - Nu vet jag (översättning Bernt Kimmer, AWE/Geber, 1988)
- The Toll Bridge (1992)
  - Tullbron (översättning Katarina Kuick, Norstedt, 1993)
- Postcards from No Man's Land (1999)
  - Vykort från ingenmansland (översättning Katarina Kuick, Rabén & Sjögren, 1999)
- This Is All: the Pillow Book of Cordelia Kenn (2005)
  - Det här är allt: Cordelia Kenns kuddbok (översättning Katarina Kuick, Rabén & Sjögren, 2008)
- Blindside (2015)

### Barnböcker
- Seal Secret (1980)
  - Den hemliga sälen (översättning Ingvar Skogsberg, AWE/Geber, 1986)
- The Present Takers (1984)
  - Klappjakten (översättning Bernt Kimmer, AWE/Geber, 1985)

Redaktör
- Shades of dark
  - Skuggor i mörkret: spökhistorier (översättning Lars Göran Larsson, Rabén & Sjögren, 1988)
- Out of time
  - Ut ur tiden (översättning Lars Göran Larsson, Rabén & Sjögren, 1990)

### Kritik
- Booktalk: occasional writing on literature and children (1985) 
  - Om böcker (översättning och bearbetning Bernt Kimmer, Norstedt, 1987)
- Reading Talk (2001)
- Tell me: children, reading and talk
  - Böcker inom oss: om boksamtal (översättning Katarina Kuick, Norstedt, 1994)
- The reading environment
  - Böcker omkring oss: om läsmiljö (översättning och svensk bearbetning Katarina Kuick, Norstedt, 1995)
  - Böcker inom och omkring oss (översättning Katarina Kuick, X Publishing, 2011). Ny, rev., utg.

## Priser och utmärkelser
- Eleanor Farjeon Award,  1982
- Silvernålen,  1994
- Carnegie Medal, för Postkort fra ingenmannsland,  1999
- H.C. Andersen-medaljen,  2002
- Michael L. Printz Award, för Postkort fra ingenmannsland,  2003
- Hedersdoktor vid Umeå universitet,  2003
- Fellow of the Royal Society of Literature

[Redigera Wikidata]